# Tour de Nuremberg féminin 2006
La 10e édition du Tour de Nuremberg féminin a lieu le 10 septembre 2006. C'est la douzième et dernière épreuve de la Coupe du monde. Elle est remportée par l'Allemande Regina Schleicher.

## Équipes
| Équipes féminines professionnelles (13)- @Work Cycling Team - AA Drink-Cycling Team - Bigla - Bizkaia-Panda Software-Durango - ELK Haus Nö - Giant Pro Cycling - Lotto-Belisol Ladiesteam - Equipe Nürnberger Versicherung - Nobili Rubinetterie-Menikini - T-Mobile - Therme Skin Care - Univega Pro Cycling Team - Vlaanderen-Capri Sonne-T Interim Équipes nationales (5)- Allemagne - Autriche - Italie - Pologne - Suisse Équipe féminines amateur (2)- RG Toyota Motor Company-Zugvogel Berlin - Team Stuttgart |
| |

## Récit de la course
Univega produit plusieurs attaques. À mi-course, Priska Doppmann sort seule. Elle est reprise après plusieurs tours. Au dernier passage sur la ligne, Emma Johansson part à son tour. Elle est reprise à deux kilomètres de l'arrivée sous l'impulsion des équipes T-mobile et Nürnberger Versicherung. Giorgia Bronzini lance le sprint, mais est devancée par Ina-Yoko Teutenberg et Regina Schleicher. Cette dernière s'impose.

## Classements

### Classement final
| \| Classement général \| Classement général \| Classement général \| Classement général \| Classement général \| \| Coureuse \| Coureuse \| Pays \| Équipe \| Temps \| \| ------------------ \| ------------------- \| ------------------ \| ------------------------------ \| ------------------ \| \| 1re \| Regina Schleicher \| Allemagne \| Equipe Nürnberger Versicherung \| 2 h 52 min 55 s \| \| 2e \| Ina-Yoko Teutenberg \| Allemagne \| T-Mobile \| + 0 s \| \| 3e \| Giorgia Bronzini \| Italie \| Italie \| + 0 s \| \| 4e \| Monia Baccaille \| Italie \| Italie \| + 0 s \| \| 5e \| Nicole Cooke \| Royaume-Uni \| Univega Pro Cycling Team \| + 0 s \| \| 6e \| Angela Hennig \| Allemagne \| Allemagne \| + 0 s \| \| 7e \| Bertine Spijkerman \| Pays-Bas \| Therme Skin Care \| + 0 s \| \| 8e \| Monica Holler \| Suède \| Bigla \| + 0 s \| \| 9e \| Annette Beutler \| Suisse \| Suisse \| + 0 s \| \| 10e \| Kirsten Wild \| Pays-Bas \| AA Drink-Cycling Team \| + 0 s \| |                     |             |                                |                 |
| |                     |             |                                |                 |
| Source : Cycling Quotient |                     |             |                                |                 |
| Classement général |                     |             |                                |                 |
| Coureuse | Coureuse            | Pays        | Équipe                         | Temps           |
| 1re | Regina Schleicher   | Allemagne   | Equipe Nürnberger Versicherung | 2 h 52 min 55 s |
| 2e | Ina-Yoko Teutenberg | Allemagne   | T-Mobile                       | + 0 s           |
| 3e | Giorgia Bronzini    | Italie      | Italie                         | + 0 s           |
| 4e | Monia Baccaille     | Italie      | Italie                         | + 0 s           |
| 5e | Nicole Cooke        | Royaume-Uni | Univega Pro Cycling Team       | + 0 s           |
| 6e | Angela Hennig       | Allemagne   | Allemagne                      | + 0 s           |
| 7e | Bertine Spijkerman  | Pays-Bas    | Therme Skin Care               | + 0 s           |
| 8e | Monica Holler       | Suède       | Bigla                          | + 0 s           |
| 9e | Annette Beutler     | Suisse      | Suisse                         | + 0 s           |
| 10e | Kirsten Wild        | Pays-Bas    | AA Drink-Cycling Team          | + 0 s           |

## Liste des participantes
| Italie ITA | Italie ITA           | Italie ITA |
| ---------- | -------------------- | ---------- |
| Num        | Coureuse             | Pos        |
| 1          | Giorgia Bronzini     | 3e         |
| 2          | Monia Baccaille      | 4e         |
| 3          | Annalisa Cucinotta   | 19e        |
| 4          | Alessandra D'Ettorre | 28e        |
| 5          | Vera Carrara         | 59e        |

| Equipe Nürnberger Versicherung NUR | Equipe Nürnberger Versicherung NUR | Equipe Nürnberger Versicherung NUR |
| ---------------------------------- | ---------------------------------- | ---------------------------------- |
| Num                                | Coureuse                           | Pos                                |
| 11                                 | Regina Schleicher (GER) (route)    | 1re                                |
| 12                                 | Oenone Wood (AUS)                  | 45e                                |
| 13                                 | Trixi Worrack (GER)                | 83e                                |
| 14                                 | Katherine Bates (AUS)              | 94e                                |
| 15                                 | Claudia Häusler (GER)              | AB                                 |
| 16                                 | Eva Lutz (GER)                     | AB                                 |

| T-Mobile TMP | T-Mobile TMP              | T-Mobile TMP |
| ------------ | ------------------------- | ------------ |
| Num          | Coureuse                  | Pos          |
| 21           | Ina-Yoko Teutenberg (GER) | 2e           |
| 22           | Judith Arndt (GER)        | 39e          |
| 23           | Kimberly Anderson (USA)   | 50e          |
| 24           | Kimberly Baldwin (USA)    | 65e          |
| 25           | Amy Moore (CAN)           | 74e          |
| 26           | Christina Becker (GER)    | AB           |

| Univega Pro Cycling Team UPT | Univega Pro Cycling Team UPT | Univega Pro Cycling Team UPT |
| ---------------------------- | ---------------------------- | ---------------------------- |
| Num                          | Coureuse                     | Pos                          |
| 31                           | Nicole Cooke (GBR)           | 5e                           |
| 32                           | Joanne Kiesanowski (NZL)     | 12e                          |
| 33                           | Priska Doppmann (SUI)        | 13e                          |
| 34                           | Sarah Düster (GER)           | 49e                          |
| 35                           | Pascale Schnider (SUI)       | 51e                          |
| 36                           | Emma Rickards (AUS)          | 84e                          |

| Bigla BCT | Bigla BCT            | Bigla BCT |
| --------- | -------------------- | --------- |
| Num       | Coureuse             | Pos       |
| 41        | Monica Holler (SWE)  | 8e        |
| 42        | Bettina Kühn (SUI)   | 21e       |
| 43        | Jennifer Hohl (SUI)  | 24e       |
| 44        | Andrea Graus (AUT)   | 34e       |
| 45        | Andrea Knecht (SUI)  | 36e       |
| 46        | Nicole Brändli (SUI) | 66e       |

| Nobili Rubinetterie-Menikini NMC | Nobili Rubinetterie-Menikini NMC | Nobili Rubinetterie-Menikini NMC |
| -------------------------------- | -------------------------------- | -------------------------------- |
| Num                              | Coureuse                         | Pos                              |
| 51                               | Miho Oki (JPN)                   | 14e                              |
| 52                               | Élodie Touffet (FRA)             | 29e                              |
| 53                               | Olivia Gollan (AUS)              | 40e                              |
| 54                               | Marta Vilajosana (ESP)           | 67e                              |
| 55                               | Emanuela Azzini (ITA)            | 99e                              |

| AA Drink-Cycling Team AAD | AA Drink-Cycling Team AAD | AA Drink-Cycling Team AAD |
| ------------------------- | ------------------------- | ------------------------- |
| Num                       | Coureuse                  | Pos                       |
| 61                        | Kirsten Wild (NED)        | 10e                       |
| 62                        | Josephine Groenveld (NED) | 26e                       |
| 63                        | Theresa Senff (GER)       | 44e                       |
| 64                        | Natalie Bates (AUS)       | 75e                       |
| 65                        | Adrie Visser (NED)        | 86e                       |
| 66                        | Corine Hierckens (BEL)    | 89e                       |

| Vlaanderen-Capri Sonne-T Interim VLL | Vlaanderen-Capri Sonne-T Interim VLL | Vlaanderen-Capri Sonne-T Interim VLL |
| ------------------------------------ | ------------------------------------ | ------------------------------------ |
| Num                                  | Coureuse                             | Pos                                  |
| 71                                   | Debby Mansveld (NED)                 | 17e                                  |
| 72                                   | Evy Van Damme (BEL)                  | 18e                                  |
| 73                                   | Laure Werner (BEL)                   | 46e                                  |
| 74                                   | Sharon Vandromme (BEL)               | 60e                                  |
| 75                                   | Loes Sels (BEL)                      | 100e                                 |
| 76                                   | Ine Wannijn (BEL)                    | 101e                                 |

| @Work Cycling Team HCT | @Work Cycling Team HCT         | @Work Cycling Team HCT |
| ---------------------- | ------------------------------ | ---------------------- |
| Num                    | Coureuse                       | Pos                    |
| 81                     | Loes Markerink (NED)           | 11e                    |
| 82                     | Jaccolien Wallaard (NED)       | 16e                    |
| 83                     | Linda Poelstra-Ringlever (NED) | 56e                    |
| 84                     | Andrea Bosman (NED)            | 92e                    |
| 85                     | Liesbeth Bakker (NED)          | 97e                    |
| 86                     | Suzan Simons (NED)             | AB                     |

| Therme Skin Care TSC | Therme Skin Care TSC       | Therme Skin Care TSC |
| -------------------- | -------------------------- | -------------------- |
| Num                  | Coureuse                   | Pos                  |
| 91                   | Bertine Spijkerman (NED)   | 7e                   |
| 92                   | Irene van den Broek (NED)  | 31e                  |
| 93                   | Janneke Vos (NED)          | 35e                  |
| 94                   | Nathalie Van Katwijk (NED) | AB                   |

| Lotto-Belisol Ladiesteam LBL | Lotto-Belisol Ladiesteam LBL | Lotto-Belisol Ladiesteam LBL |
| ---------------------------- | ---------------------------- | ---------------------------- |
| Num                          | Coureuse                     | Pos                          |
| 101                          | Liesbet De Vocht (BEL)       | 20e                          |
| 102                          | Ludivine Henrion (BEL)       | 23e                          |
| 103                          | Grace Verbeke (BEL)          | 38e                          |
| 104                          | Siobhan Dervan (IRL)         | 62e                          |

| ELK Haus Nö EHN | ELK Haus Nö EHN         | ELK Haus Nö EHN |
| --------------- | ----------------------- | --------------- |
| Num             | Coureuse                | Pos             |
| 111             | Isabella Wieser (AUT)   | 25e             |
| 112             | Helen Kelly (AUS)       | 47e             |
| 113             | Patricia Schwager (SUI) | 53e             |
| 114             | Jenny MacPherson (AUS)  | 57e             |
| 115             | Katharina Blum (GER)    | 71e             |
| 116             | Karin Ruso (AUT)        | 102e            |

| Giant Pro Cycling GPC | Giant Pro Cycling GPC | Giant Pro Cycling GPC |
| --------------------- | --------------------- | --------------------- |
| Num                   | Coureuse              | Pos                   |
| 121                   | Meng Lang (CHN)       | 41e                   |
| 122                   | Zhao Na (CHN)         | 61e                   |
| 124                   | Gao Min (CHN)         | AB                    |

| Bizkaia-Panda Software-Durango BPD | Bizkaia-Panda Software-Durango BPD | Bizkaia-Panda Software-Durango BPD |
| ---------------------------------- | ---------------------------------- | ---------------------------------- |
| Num                                | Coureuse                           | Pos                                |
| 131                                | Iosune Murillo Elkano (ESP)        | 27e                                |
| 132                                | Arantzazu Azpiroz (ESP)            | 43e                                |
| 133                                | Emma Johansson (SWE)               | 76e                                |
| 134                                | Agurtzane Elorriaga (ESP)          | 77e                                |
| 135                                | Naiara Telletxea (ESP)             | 88e                                |
| 136                                | Maitane Telletxea (ESP)            | 98e                                |

| Allemagne GER | Allemagne GER     | Allemagne GER |
| ------------- | ----------------- | ------------- |
| Num           | Coureuse          | Pos           |
| 141           | Angela Hennig     | 6e            |
| 142           | Charlotte Becker  | 15e           |
| 143           | Liane Bahler      | 22e           |
| 144           | Hanka Kupfernagel | 42e           |
| 145           | Bianca Knöpfle    | 70e           |
| 146           | Claudia Stumpf    | 78e           |

| Suisse SUI | Suisse SUI           | Suisse SUI |
| ---------- | -------------------- | ---------- |
| Num        | Coureuse             | Pos        |
| 151        | Annette Beutler      | 9e         |
| 152        | Sabrina Emmasi       | 52e        |
| 153        | Fabienne Wolfsberger | 55e        |
| 154        | Mirjam Hauser-Senn   | 58e        |
| 155        | Nicole Käser         | 81e        |
| 156        | Karin Steiner        | 96e        |

| Pologne POL | Pologne POL                | Pologne POL |
| ----------- | -------------------------- | ----------- |
| Num         | Coureuse                   | Pos         |
| 161         | Magdalena Zamolska         | 30e         |
| 162         | Monika Krawczyk            | 33e         |
| 163         | Małgorzata Jasińska        | 48e         |
| 164         | Karolina Konieczna         | 54e         |
| 165         | Monika Grzebinoga          | 95e         |
| 166         | Paulina Brzeźna-Bentkowska | AB          |

| Autriche AUT | Autriche AUT       | Autriche AUT |
| ------------ | ------------------ | ------------ |
| Num          | Coureuse           | Pos          |
| 171          | Daniela Pintarelli | 63e          |
| 172          | Monika Schachl     | 64e          |
| 173          | Bernadette Schober | 79e          |
| 174          | Veronika Sprügl    | 91e          |
| 175          | Kathrin Schatte    | AB           |

| Team Stuttgart ___ | Team Stuttgart ___      | Team Stuttgart ___ |
| ------------------ | ----------------------- | ------------------ |
| Num                | Coureuse                | Pos                |
| 181                | Birgit Söllner (GER)    | 32e                |
| 182                | Anna-Maria Beyer (GER)  | 72e                |
| 183                | Caroline Humplik (GER)  | 80e                |
| 184                | Rosmarie Mayer (GER)    | 85e                |
| 185                | Larissa Kleinmann (GER) | 93e                |
| 186                | Sandra Dietl (GER)      | AB                 |

| RG Toyota Motor Company-Zugvogel Berlin ___ | RG Toyota Motor Company-Zugvogel Berlin ___ | RG Toyota Motor Company-Zugvogel Berlin ___ |
| ------------------------------------------- | ------------------------------------------- | ------------------------------------------- |
| Num                                         | Coureuse                                    | Pos                                         |
| 191                                         | Marlen Jöhrend (GER)                        | 37e                                         |
| 192                                         | Virginia Hennig (GER)                       | 68e                                         |
| 193                                         | Stephanie Pohl (GER)                        | 73e                                         |
| 195                                         | Birgit Hollmann (GER)                       | 87e                                         |
| 196                                         | Nicole Kampeter (GER)                       | 90e                                         |

| Italie ITA | Italie ITA           | Italie ITA |
| ---------- | -------------------- | ---------- |
| Num        | Coureuse             | Pos        |
| 1          | Giorgia Bronzini     | 3e         |
| 2          | Monia Baccaille      | 4e         |
| 3          | Annalisa Cucinotta   | 19e        |
| 4          | Alessandra D'Ettorre | 28e        |
| 5          | Vera Carrara         | 59e        |

| Equipe Nürnberger Versicherung NUR | Equipe Nürnberger Versicherung NUR | Equipe Nürnberger Versicherung NUR |
| ---------------------------------- | ---------------------------------- | ---------------------------------- |
| Num                                | Coureuse                           | Pos                                |
| 11                                 | Regina Schleicher (GER) (route)    | 1re                                |
| 12                                 | Oenone Wood (AUS)                  | 45e                                |
| 13                                 | Trixi Worrack (GER)                | 83e                                |
| 14                                 | Katherine Bates (AUS)              | 94e                                |
| 15                                 | Claudia Häusler (GER)              | AB                                 |
| 16                                 | Eva Lutz (GER)                     | AB                                 |

| T-Mobile TMP | T-Mobile TMP              | T-Mobile TMP |
| ------------ | ------------------------- | ------------ |
| Num          | Coureuse                  | Pos          |
| 21           | Ina-Yoko Teutenberg (GER) | 2e           |
| 22           | Judith Arndt (GER)        | 39e          |
| 23           | Kimberly Anderson (USA)   | 50e          |
| 24           | Kimberly Baldwin (USA)    | 65e          |
| 25           | Amy Moore (CAN)           | 74e          |
| 26           | Christina Becker (GER)    | AB           |

| Univega Pro Cycling Team UPT | Univega Pro Cycling Team UPT | Univega Pro Cycling Team UPT |
| ---------------------------- | ---------------------------- | ---------------------------- |
| Num                          | Coureuse                     | Pos                          |
| 31                           | Nicole Cooke (GBR)           | 5e                           |
| 32                           | Joanne Kiesanowski (NZL)     | 12e                          |
| 33                           | Priska Doppmann (SUI)        | 13e                          |
| 34                           | Sarah Düster (GER)           | 49e                          |
| 35                           | Pascale Schnider (SUI)       | 51e                          |
| 36                           | Emma Rickards (AUS)          | 84e                          |

| Bigla BCT | Bigla BCT            | Bigla BCT |
| --------- | -------------------- | --------- |
| Num       | Coureuse             | Pos       |
| 41        | Monica Holler (SWE)  | 8e        |
| 42        | Bettina Kühn (SUI)   | 21e       |
| 43        | Jennifer Hohl (SUI)  | 24e       |
| 44        | Andrea Graus (AUT)   | 34e       |
| 45        | Andrea Knecht (SUI)  | 36e       |
| 46        | Nicole Brändli (SUI) | 66e       |

| Nobili Rubinetterie-Menikini NMC | Nobili Rubinetterie-Menikini NMC | Nobili Rubinetterie-Menikini NMC |
| -------------------------------- | -------------------------------- | -------------------------------- |
| Num                              | Coureuse                         | Pos                              |
| 51                               | Miho Oki (JPN)                   | 14e                              |
| 52                               | Élodie Touffet (FRA)             | 29e                              |
| 53                               | Olivia Gollan (AUS)              | 40e                              |
| 54                               | Marta Vilajosana (ESP)           | 67e                              |
| 55                               | Emanuela Azzini (ITA)            | 99e                              |

| AA Drink-Cycling Team AAD | AA Drink-Cycling Team AAD | AA Drink-Cycling Team AAD |
| ------------------------- | ------------------------- | ------------------------- |
| Num                       | Coureuse                  | Pos                       |
| 61                        | Kirsten Wild (NED)        | 10e                       |
| 62                        | Josephine Groenveld (NED) | 26e                       |
| 63                        | Theresa Senff (GER)       | 44e                       |
| 64                        | Natalie Bates (AUS)       | 75e                       |
| 65                        | Adrie Visser (NED)        | 86e                       |
| 66                        | Corine Hierckens (BEL)    | 89e                       |

| Vlaanderen-Capri Sonne-T Interim VLL | Vlaanderen-Capri Sonne-T Interim VLL | Vlaanderen-Capri Sonne-T Interim VLL |
| ------------------------------------ | ------------------------------------ | ------------------------------------ |
| Num                                  | Coureuse                             | Pos                                  |
| 71                                   | Debby Mansveld (NED)                 | 17e                                  |
| 72                                   | Evy Van Damme (BEL)                  | 18e                                  |
| 73                                   | Laure Werner (BEL)                   | 46e                                  |
| 74                                   | Sharon Vandromme (BEL)               | 60e                                  |
| 75                                   | Loes Sels (BEL)                      | 100e                                 |
| 76                                   | Ine Wannijn (BEL)                    | 101e                                 |

| @Work Cycling Team HCT | @Work Cycling Team HCT         | @Work Cycling Team HCT |
| ---------------------- | ------------------------------ | ---------------------- |
| Num                    | Coureuse                       | Pos                    |
| 81                     | Loes Markerink (NED)           | 11e                    |
| 82                     | Jaccolien Wallaard (NED)       | 16e                    |
| 83                     | Linda Poelstra-Ringlever (NED) | 56e                    |
| 84                     | Andrea Bosman (NED)            | 92e                    |
| 85                     | Liesbeth Bakker (NED)          | 97e                    |
| 86                     | Suzan Simons (NED)             | AB                     |

| Therme Skin Care TSC | Therme Skin Care TSC       | Therme Skin Care TSC |
| -------------------- | -------------------------- | -------------------- |
| Num                  | Coureuse                   | Pos                  |
| 91                   | Bertine Spijkerman (NED)   | 7e                   |
| 92                   | Irene van den Broek (NED)  | 31e                  |
| 93                   | Janneke Vos (NED)          | 35e                  |
| 94                   | Nathalie Van Katwijk (NED) | AB                   |

| Lotto-Belisol Ladiesteam LBL | Lotto-Belisol Ladiesteam LBL | Lotto-Belisol Ladiesteam LBL |
| ---------------------------- | ---------------------------- | ---------------------------- |
| Num                          | Coureuse                     | Pos                          |
| 101                          | Liesbet De Vocht (BEL)       | 20e                          |
| 102                          | Ludivine Henrion (BEL)       | 23e                          |
| 103                          | Grace Verbeke (BEL)          | 38e                          |
| 104                          | Siobhan Dervan (IRL)         | 62e                          |

| ELK Haus Nö EHN | ELK Haus Nö EHN         | ELK Haus Nö EHN |
| --------------- | ----------------------- | --------------- |
| Num             | Coureuse                | Pos             |
| 111             | Isabella Wieser (AUT)   | 25e             |
| 112             | Helen Kelly (AUS)       | 47e             |
| 113             | Patricia Schwager (SUI) | 53e             |
| 114             | Jenny MacPherson (AUS)  | 57e             |
| 115             | Katharina Blum (GER)    | 71e             |
| 116             | Karin Ruso (AUT)        | 102e            |

| Giant Pro Cycling GPC | Giant Pro Cycling GPC | Giant Pro Cycling GPC |
| --------------------- | --------------------- | --------------------- |
| Num                   | Coureuse              | Pos                   |
| 121                   | Meng Lang (CHN)       | 41e                   |
| 122                   | Zhao Na (CHN)         | 61e                   |
| 124                   | Gao Min (CHN)         | AB                    |

| Bizkaia-Panda Software-Durango BPD | Bizkaia-Panda Software-Durango BPD | Bizkaia-Panda Software-Durango BPD |
| ---------------------------------- | ---------------------------------- | ---------------------------------- |
| Num                                | Coureuse                           | Pos                                |
| 131                                | Iosune Murillo Elkano (ESP)        | 27e                                |
| 132                                | Arantzazu Azpiroz (ESP)            | 43e                                |
| 133                                | Emma Johansson (SWE)               | 76e                                |
| 134                                | Agurtzane Elorriaga (ESP)          | 77e                                |
| 135                                | Naiara Telletxea (ESP)             | 88e                                |
| 136                                | Maitane Telletxea (ESP)            | 98e                                |

| Allemagne GER | Allemagne GER     | Allemagne GER |
| ------------- | ----------------- | ------------- |
| Num           | Coureuse          | Pos           |
| 141           | Angela Hennig     | 6e            |
| 142           | Charlotte Becker  | 15e           |
| 143           | Liane Bahler      | 22e           |
| 144           | Hanka Kupfernagel | 42e           |
| 145           | Bianca Knöpfle    | 70e           |
| 146           | Claudia Stumpf    | 78e           |

| Suisse SUI | Suisse SUI           | Suisse SUI |
| ---------- | -------------------- | ---------- |
| Num        | Coureuse             | Pos        |
| 151        | Annette Beutler      | 9e         |
| 152        | Sabrina Emmasi       | 52e        |
| 153        | Fabienne Wolfsberger | 55e        |
| 154        | Mirjam Hauser-Senn   | 58e        |
| 155        | Nicole Käser         | 81e        |
| 156        | Karin Steiner        | 96e        |

| Pologne POL | Pologne POL                | Pologne POL |
| ----------- | -------------------------- | ----------- |
| Num         | Coureuse                   | Pos         |
| 161         | Magdalena Zamolska         | 30e         |
| 162         | Monika Krawczyk            | 33e         |
| 163         | Małgorzata Jasińska        | 48e         |
| 164         | Karolina Konieczna         | 54e         |
| 165         | Monika Grzebinoga          | 95e         |
| 166         | Paulina Brzeźna-Bentkowska | AB          |

| Autriche AUT | Autriche AUT       | Autriche AUT |
| ------------ | ------------------ | ------------ |
| Num          | Coureuse           | Pos          |
| 171          | Daniela Pintarelli | 63e          |
| 172          | Monika Schachl     | 64e          |
| 173          | Bernadette Schober | 79e          |
| 174          | Veronika Sprügl    | 91e          |
| 175          | Kathrin Schatte    | AB           |

| Team Stuttgart ___ | Team Stuttgart ___      | Team Stuttgart ___ |
| ------------------ | ----------------------- | ------------------ |
| Num                | Coureuse                | Pos                |
| 181                | Birgit Söllner (GER)    | 32e                |
| 182                | Anna-Maria Beyer (GER)  | 72e                |
| 183                | Caroline Humplik (GER)  | 80e                |
| 184                | Rosmarie Mayer (GER)    | 85e                |
| 185                | Larissa Kleinmann (GER) | 93e                |
| 186                | Sandra Dietl (GER)      | AB                 |

| RG Toyota Motor Company-Zugvogel Berlin ___ | RG Toyota Motor Company-Zugvogel Berlin ___ | RG Toyota Motor Company-Zugvogel Berlin ___ |
| ------------------------------------------- | ------------------------------------------- | ------------------------------------------- |
| Num                                         | Coureuse                                    | Pos                                         |
| 191                                         | Marlen Jöhrend (GER)                        | 37e                                         |
| 192                                         | Virginia Hennig (GER)                       | 68e                                         |
| 193                                         | Stephanie Pohl (GER)                        | 73e                                         |
| 195                                         | Birgit Hollmann (GER)                       | 87e                                         |
| 196                                         | Nicole Kampeter (GER)                       | 90e                                         |

Source. Les dossards ne sont pas connus.